# Вороньківська волость (Переяславський повіт)
Вороньківська волость — адміністративно-територіальна одиниця Переяславського повіту Полтавської губернії з центром у містечку Вороньків.
Станом на 1885 рік складалася з 9 поселень, 17 сільських громад. Населення — 9808 осіб (4406 чоловічої статі та 5402 — жіночої), 1227 дворових господарств.
|                     | Площа, десятин | У тому числі орної, дес. |
| ------------------- | -------------- | ------------------------ |
| Сільських громад    | 8596           | 7421                     |
| Приватної власності | 11328          | 4664                     |
| Казенної власності  | 2162           | —                        |
| Іншої власності     | 292            | 123                      |
| Загалом             | 22378          | 12208                    |

Поселення волості:
- Вороньків — колишнє державне та власницьке містечко при протоці Шліон за 45 версти від повітового міста, 4837 осіб, 634 двори, 2 православні церкви, єврейський молитовний будинок, школа, постоялих двір, 8 постоялих будинків, 9 лавок, 2 ярмарки на рік, 4 кузні, 72 вітряних млини, 11 маслоробійних заводів. За 8 верст — лікарня та бурякоцукровий заводи.
- Кийлів — колишнє державне село при річці Річище, 778 осіб, 90 дворів, православна церква, постоялий будинок, 3 водяних і 6 вітряних млинів.
- Проців — колишнє державне село при річці Павлівка, 669 осіб, 99 дворів, 2 православні церкви, 7 водяних і 9 вітряних млинів.
- Рудяків — колишнє державне та власницьке село при річці Альта, 1283 особи, 113 дворів, православна церква, школа, 2 постоялих будинки, 8 водяних і 2 вітряних млинів, недіючий маслоробійний завод.
- Сальків — колишнє державне село при річці Дніпро, 128 осіб, 18 дворів, православна церква, постоялий будинок.
- Софіївка — колишнє державне та власницьке село при річці Річище, 803 особи, 123 двори, православна церква, постоялий будинок, 2 водяних і вітряний млини.